# Botoșanița Mică
Botoșanița Mică – wieś w Rumunii, w okręgu Suczawa, w gminie Grămești. W 2011 roku liczyła 247 mieszkańców. 